# شیراکاوا، گیفو (روستا)
شیراکاوا، گیفو (روستا) (به لاتین: Shirakawa, Gifu (village)) یک منطقهٔ مسکونی در ژاپن است که در Ōno District واقع شده‌است. شیراکاوا ۱٬۷۳۴ نفر جمعیت دارد.

## خواهرخوانده
شهر آلبروبلو خواهرخواندهٔ شیراکاوا، گیفو (روستا) هست.

## نگارخانه

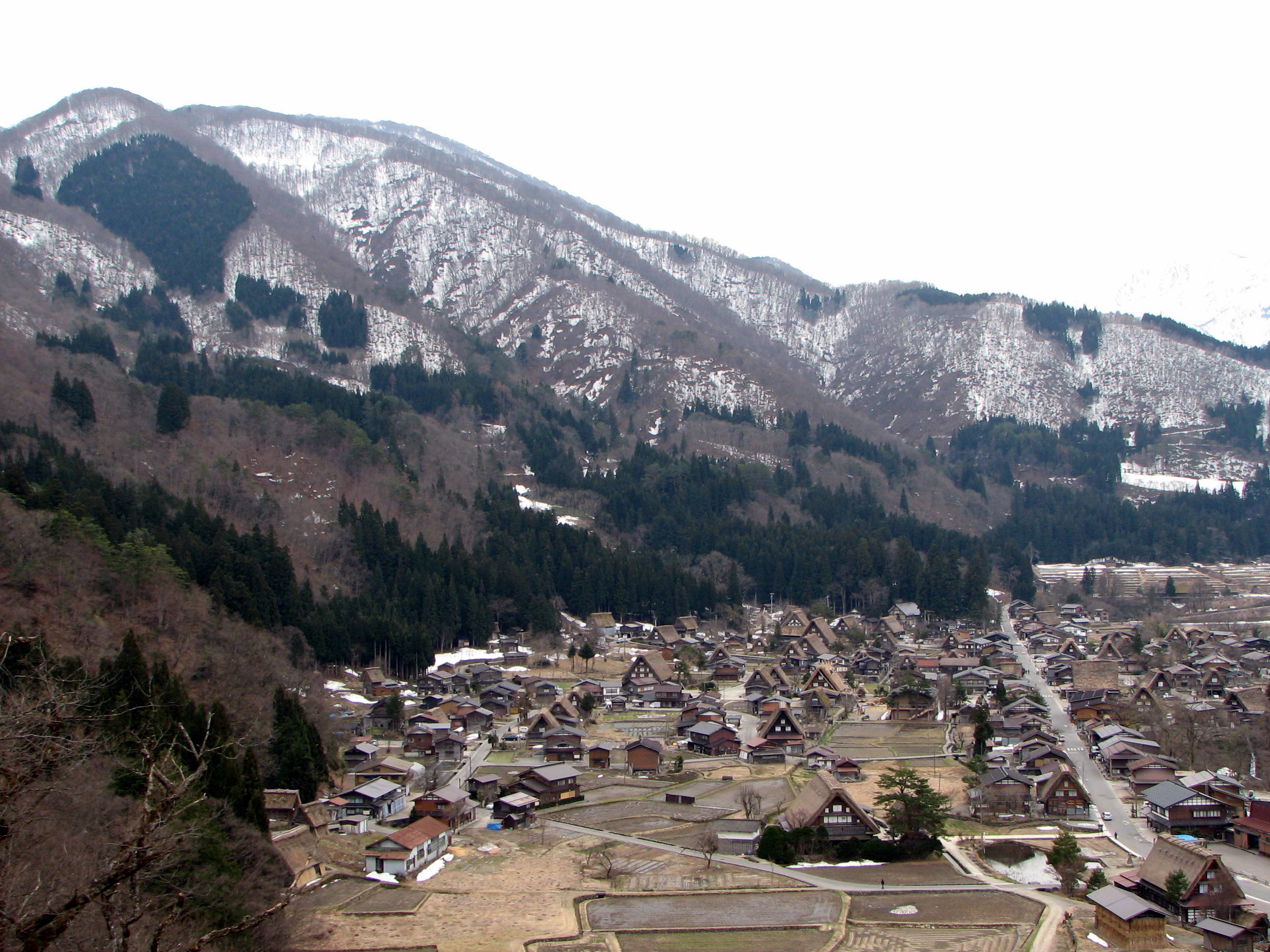
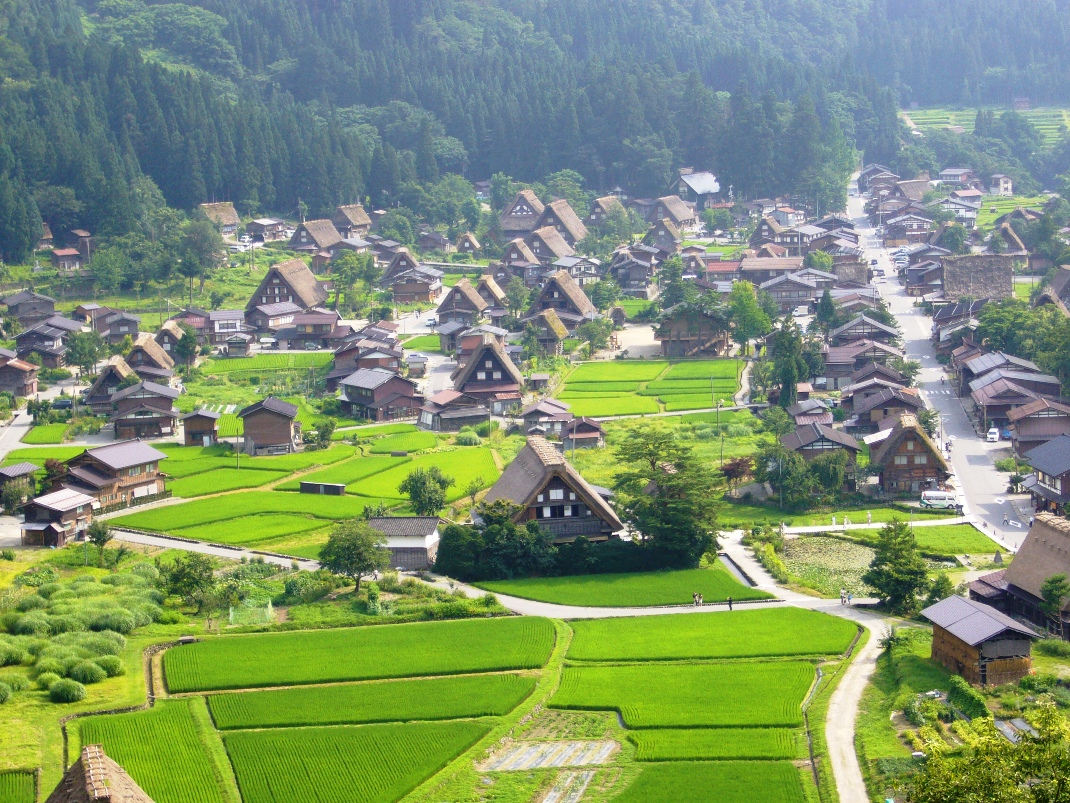
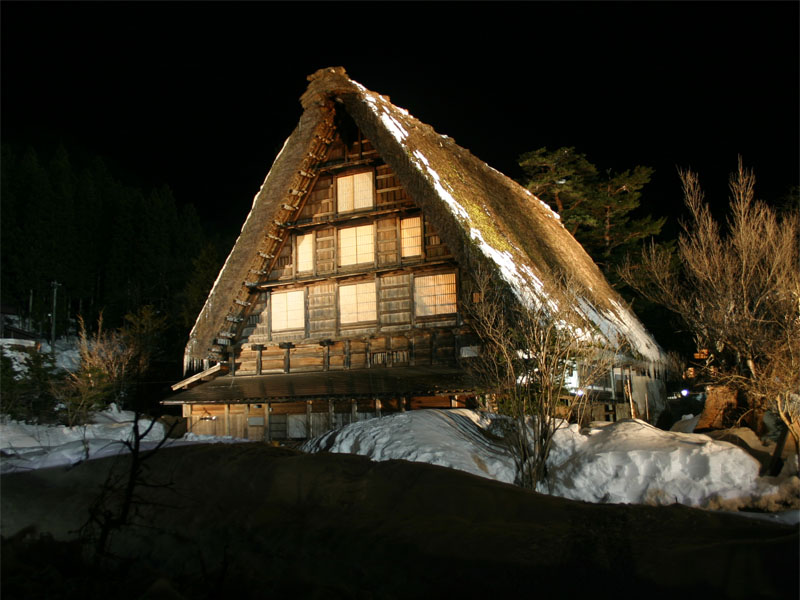